# Uniunea Internațională a Transporturilor Rutiere

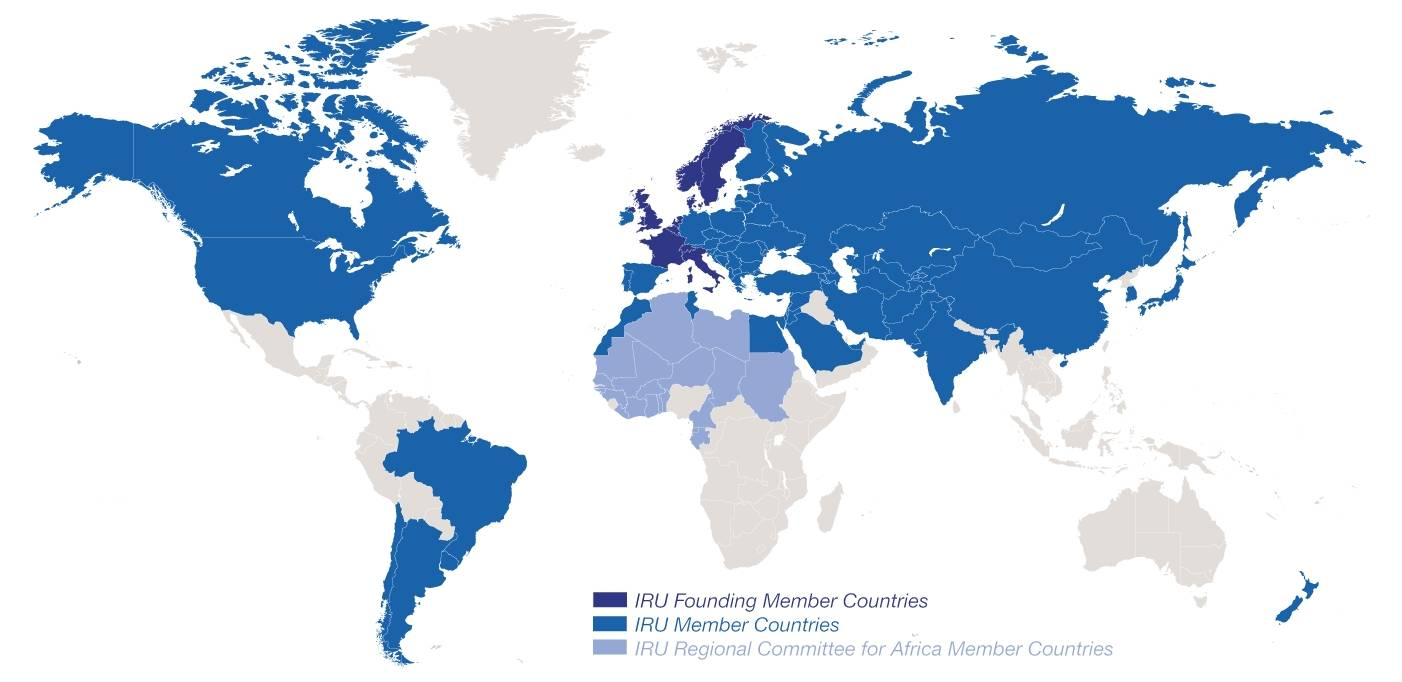
Membri IRU

Uniunea Internațională a Transportului Rutier (IRU) este organizația mondială de transport rutier, care susține interesele operatorilor de transport cu autobuzul, autocarul, taxiurile și camioanele pentru a asigura creșterea economică și prosperitatea prin mobilitatea durabilă a persoanelor și mărfurilor rutiere la nivel mondial.

## Legături externe
- Site web oficial